# Johan Dillner
Johan (Johannes) Dillner, född 3 oktober 1785 i Selångers socken, Västernorrlands län, död 21 januari 1862 i Östervåla socken, Västmanlands län, var en svensk präst och psalmförfattare som introducerade psalmodikon som ett alternativ till orgel för fattiga församlingar.

## Biografi
Johan Dillner föddes 1785 i Selångers socken som son till kontraktsprosten och riksdagsmannen Eric Johan Dillner och Catharina Elisabeth Salin. Efter studier vid Härnösands gymnasium 1799–1802 blev Dillner 1802 student vid Uppsala universitet, där han studerade teologi och blev filosofie magister 15 juni 1809. Efter prästvigning 26 juni 1809 och blev han 9 november samma år pastorsadjunkt vid Finska församlingen i Stockholm. Den 31 mars 1810 utnämndes han till extra ordinarie hovpredikant och avlade 1812 pastoralexamen. 1814 förrättade han regementspastorstjänsten vid Jämtlands fältjägarregemente under fälttåget mot Norge och blev ordinarie regementspastor 4 oktober samma år. Den 11 december 1818 höll han tal i Riddarholmskyrkan vid 100-årsminnet av Karl XII:s dödsdag. Den 15 mars 1820 utnämndes han till kyrkoherde i Östra Ryds församling och blev 12 oktober 1831 kyrkoherde i Funbo församling. År 1834 invaldes han som ledamot av Musikaliska akademien. 3 oktober 1835 utnämndes han till prost och 5 oktober 1839 kyrkoherde i Östervåla församling,. Han blev 1842 vice kontraktsprost och 26 april 1843 ordinarie kontraktsprost i Fjärdhundra norra kontrakt.  Dillner blev 1860 jubeldoktor. Han avled 1862 i Östervåla socken.

### Musiker
Dillner var mycket intresserad av sång och var ledamot av Götiska förbundet, där han brukade sjunga Erik Gustaf Geijers sånger. Han tillhörde även de första manskörsångarna i Uppsala som sjöng i den studentkör som skapades av director musices Haeffner i Uppsala hösten 1808, och var vid samma tid kurator för den Medelpado-Jämtländska nationen vid Uppsala universitet.

#### Psalmodikon
Dillner var den som lanserade psalmodikonet i stor skala i Sverige. Han hämtade idén till instrumentet från Danmark, där Jens Worm Bruun (1781–1836) introducerat det ett par år tidigare. Dillner iordningställde ritningar och spred också noter till den då nya psalmboken med ett slags noter i sifferform. Tanken var att man, utan tidigare kunskaper i notskrift eller spel, hemma med familjen, skulle kunna lära sig de nya psalmerna. Resultatet var mycket gott och eftersom dessa notböcker till en del var satta för fyra stämmor så höjdes nivån på församlingarnas sång i kyrkorna avsevärt.[källa behövs]
Dillner såväl som Hæffner hyste stora bekymmer för församlingssångens förfall och önskan att med alla till buds stående medel verka för dess uppryckning och förädling. Med klarsynthet och sinne för uppfostrans betydelse har Dillner satt fingret på den ömma punkten i svensk musikkultur, dåtidens lika väl som nutidens: Dock är henne (tonkonsten) hos oss
ännu icke ett rum förunnadt bland lärdomens yrken, och hon har, såsom wetenskap, ingen lärostol i något enda bland wåra
undervvisningswerk. Från Templet, där hon räknar sina anor, är hon bannlyst till lusthusen, och tillåtes sällan annorlunda, än misskänd och förnedrad, att ära sitt upphof och tjena mänskligheten. Så länge förhållandet är sådant skall alltid en brist widlåda all lärd bildning, i synnerhet den presterliga, och wår Skaldekonst aldrig hinna, ja i oräkneliga de wiktigaste fall, icke ens tveta sin bestämmelse.
Det var under sin tjänstgöring som kyrkoherde i Östra Ryds församling i Uppsala ärkestift som Dillner måste ha fått idén till sitt sedermera så berömda Psalmodikon. Där lär Dillner, snart sagt dagligen, ha erfarit svårigheten för församlingen att lära sig de många nya Hæffnermelodierna, som med koralboken 1820 infördes i den svenska gudstjänsten. Ett billigt hjälpmedel att tillförlitligt och rent mekaniskt, utan musikaliska förkunskaper, att kunna plocka ut en ny melodi måste vara värdefullt för den enkla lantbruksbefolkningen, som önskade sjunga sina psalmer i kyrkan. Så konstruerade Dillner sitt psalmodikon i anslutning till det gamla skolinstrumentet monokord. Det utgjordes av en rektangulär, upptill öppen låda, i vars botten det fanns en graderad skala av trä, vilken kunde målas i form av svarta och vita tangenter, och mot vilken en över skalan spänd sträng skulle nedtryckas. Strängen spelades med stråke. I stället för notskrift använde sig Dillner av siffror, vilka skrevs på skalan och angav tonerna i de grekiska oktavskalorna.
Här visar sig den första konsekventa förbindelselinjen mellan Dillner och Hæffner. I samband utgav han i sifferskrift avfattade samlingar av de Hæffnerska koralmelodierna, först diskantstämman under titeln Melodierne till Svenska Kyrkans psalmer noterade med siffror, för Skolor och Menigheten, vars förord är daterat nyårsdagen 1830, därefter så småningom stämböcker till koralerna, alt-, tenor- och bas stämmorna i var sin lilla bok, allt i sifferskrift. Han framhåller, att han, frånsett små förändringar av hänsyn till stämmornas sångbarhet och textunderläggningen, strängt bibehållit Hæffners harmoniska sats.
Se vi nu på Dillners ställning till den Hæffnerska beledsagningstekniken, så visar det sig, att han efter bästa förmåga sökte fullfölja dennes ideal även i sådant avseende. Dillner är den energiske vägröjaren i Sverige för den fyrstämmiga församlingssången, och man måste verkligen visa honom sin tacksamhet för den målmedvetna och talangfulla kamp han förde för
detta hopplösa företags framgång. Till en början såg det för övrigt ut, som om målet ej var alldeles ouppnåeligt. Den Dillnerska metoden att utbreda kunskap om koralmelodierna med tillhjälp av sifferskrift och Psalmodikon och därigenom också underlätta den fyrstämmiga församlingssången vann en snabb efterföljd i Sverige och även utanför dess gränser, i Norge, Danmark, Finland och Östersjöprovinserna. Psalmodikonsångerna spreds i flera upplagor och nådde i omarbetad form upp mot 1800-talets slut. Även idén att med sifferskrift lära människor sjunga fick en ny fortsättning, vid mitten av 1800-talet framträngande franska så kallade Chevéska metoden.
Till den Dillnerska kretsen hörde också den underlige Anders Fredrik Alard, som eftersträvade fyrstämmig församlingssång och
använde sig av sifferskrift i sina arbeten. Han blev en av de tidigaste företrädarna för den ödesdigra rörelse, som ledde den flerstämmiga kyrkliga sången in på manskörens trånga fält. Andra som fortsatte på denna väg är Johan Peter Cronhamn och Jacob Axel Josephson.

### Översättare och predikant
År 1811 utgav han en översättning av Adam Oehlenschlägers sorgespel Axel och Walborg. År 1830 utgav han Melodierna till svenska kyrkans psalmer, noterade med ziffror. Den utkom i flera upplagor, ofta kallad Psalmodikon. Han utgav även Tilfällighetsstycken från Landsbygden (1858), en samling äldre psalmer med noter.
Dillner var även uppskattad som predikant och efter hans död utgavs flera predikosamlingar, bland annat Predikningar på sön- och högtidsdagar (1882) samt Betraktelser till bruk vid daglig andakt (1895).

### Familj
Dillner gifte sig 4 december 1814 i Selånger socken med Johanna Lovisa Lidström. Hon var dotter till häradshövdingen och lagmannen August Lidström i Medelpad och Anna Lovisa Tillander. Makarna Dillner fick tillsammans barnen Hanna Götilda Dillner (1817–1819), bruksbokhållaren Gotthold Dillner (1818–1846) i Dannemora, Hanna Dorothea Gothilda Dillner (1820–1883), Wilhelmina Johanna Heliodora Dillner (1822–1892) som var gift med läkaren Johan Edvard Håkansson i Örnsköldsvik, gårdsägaren Johannes Dillner (1823–1898) i Helsingfors, Hulda Talmai Josefina Dillner (1826–1909), Edla Emfrid Lovisa Dillner (1827–1828) och läkaren Abel Dillner (1830–1907).

### Musik
- 1830 - Melodierna till swenska kyrkans psalmer, noterade med siffror, för skolor och menigheten. Utgiven 1830 i Stockholm.[23] Andra upplagan gavs ut 1840 i Örebro.

- 1832 - Psalmodicon, Melodiestämman. Utgiven 1832 i Uppsala.[5] Tredje upplagan gavs ut 1846 i Örebro.

- 1833 - Läsning för sång-skolor. Ur J. Dillners Psalmodikon. Utgiven 1833 i Linköping.[4]

- 1836 - Inledning till melodierna för svenska kyrkans psalmer, noterade med ziffror för skolor och menigheten. Utgiven 1836 i Helsingfors.[4]

- 1837 - Psalmodicon, Alt-, Tenor- och Basstämman. Utgiven 1837 i Uppsala. Omtryckt 1840 i Örebro med titeln Melodierna till Svenska kyrkans psalmer, 2 upplagan med förslag till några Chorsånger under gudstjensten, utgångsstycken och fromma visor för umgängslifvet, samt några åldriga Choraler från Böhmiska Brödraförsamlingen med Svenska ord.[5] Bihang till Psalmodikon Discantstämma. Ny upplaga gavs ut 1846–1847 i Örebro.

- 1844 - Sånger i stämmor för gudstjensten och det fromma umgängeslifwet. Enfalden tillegnade af Psalmodikons utgifware. Utgiven 1844 i Gävle.[4]

- 1844 - Twenne folk-sånger i stämmor. Ur Sånger i stämmor för gudstjensten. Utgiven 1844 i Gävle.[4]

- 1846 - Melodier till P. H. Syréens Christliga sånger, på nitälskande embetsbröders begäran, dels samlade, dels författade. Utgiven 1846 i Falun.[24]

- 1846 - Sånger i stämmor för folkskolor och allmogen. Utgiven 1846 i Stockholm.[4]

- 1846 - Sånglära för folkskollärare-seminarier och folkskolor, för zifferskrift. Bearbetade av Anders Bersselius och utgiven 1846 i Linköping.[25]

- 1846 och 1847 - Första [-fjerde] sång-tabellen. Utgiven 1846 och 1847 i Linköping.[26][27]

- 1848 - Swenska kyrkans psalmbok af år 1819. Med melodier och harmoni i fyrstämmig sifferskrift. Utgiven 1848 i Stockholm.[28][4]

- 1848 - Fyrstämmigt psalmodikon, eller alla psalmers melodier, i siffror fyrstämmigt tecknade . .. jemte swenska messan, samt anwisning till psalmodikons bruk. Utgiven 1848 i Gävle.[4]

- 1851 - Fullständigt psalmodikon. Diskant-stämman. Utgiven 1851 i Örebro.[4]

- 1851 - Fullständigt och förenkladt psalmodikon, diskant-stämman. Utgiven 1851 i Örebro.[29][4]

- 1858 - Tillfällighetsstycken från landsbygden: sånger till väckelse och näring för andakten och tron. Utgiven 1858 i Stockholm.[30] Utgavs på nytt 1925 i Stockholm.[31]

- 1860 - Brödraförsamlingens i Böhmen och Mähren nattvardsberedelse och messa. Utgiven 1860 i Stockholm.[4]

### Översättningar
- 1811 - Axel och Walborg. Sorgespel af Adam Oehlenschläger. Öfwersättning. Utgiven 1811 i Stockholm.[32]

- 1817 - Herrans Jesu Christi cateches. Utur evangelisterne sammandragen af Johann Otto Glüsing. Utgiven 1817 i Stockholm.[33] Andra upplangan gavs ut 1852 i Växjö och utökades med några andliga sånger.[4]

- 1829 - Julklapp till Guds barn. Ett tal i fromma wänners samfund. Utgiven 1829 i Stockholm.[4]

- 1849 - Heliga landet och nästgränsande landskaper i åskådliga skildringar. Skriven av Ferdinand Bässler och utgiven 1849.[34]

- 1849 - Orientaliska sägner. Utgiven 1849 i Stockholm.[4]

- 1851 - Om kyrka, skola och stat. Skriven av Friedrich Julius Stahl och utgiven 1851 i Stockholm.[4]

- 1852 - Spegel i miniatur af tillståndet i Tyskland år 1849: den gamla och nya läran om samhälle, stat kyrka, skola, äktenskap och arbete, populärt framställd och fattliggjord för staden och landet. Skriven av Friedrich Matthias Perthes och utgiven 1852 i Uppsala.[35]

- 1853 - Partiernas ställning. Politisk predikan. Skriven av Friedrich Julius Stahl och utgiven 1853 i Stockholm.[36]

- 1853 - Den omwände negern. Spegel af bättringen i sin renhet. En sann berättelse. Skriven av L. Richmond och utgiven 1853 i Gävle.[4]

- 1854 - Mjölkflickan. Spegel af nya födelsen i renhet och sanning. Berättelse ur verkliga lifwet. Skriven av L. Richmiond och utgiven 1854 i Gävle.[37]

- 1854 - Martyren Savonarolas lefverne (utkast). Skriven av Georg Rapp och utgiven 1854.[38]

- 1854 - Lefvernesbeskrifning öfver Johan Arndt, den sanna christendomens författare. Skriven av Otto Friedrich Wehrhan och utgiven 1854 i Gävle.[39]

## Psalmer
- Herren av himlen är kommen till jorden, 1858 Finns på Wikisource.